# الیزابت اوکیه پکستون
الیزابت اوکی پکستون (۱۸۷۸–۱۹۷۲) نقاش آمریکایی بود که با هنرمند دیگری به نام ویلیام مک گرگور پکستون (۱۸۶۹–۱۹۴۱) ازدواج کرد. پکستون‌ها بخشی از مدرسه بوستون بودند، گروه برجسته ای از هنرمندان که به خاطر آثاری از فضای داخلی زیبا، مناظر زیبا و پرتره‌هایی از حامیان ثروتمند خود شهرت داشتند. نقاشی‌های او به‌طور گسترده به نمایش گذاشته شد و فروش خوبی داشت.

## اوایل زندگی
الیزابت در پراویدنس، رود آیلند، دختر پزشک هاوارد اوکی (۱۸۴۶–۱۹۰۲) و الیزابت وان به دنیا آمد و یک خواهر به نام آدل داشت.

## تحصیلات
اوکیه پکستون نقاشی را در مدرسه هنر کوولز با جوزف دیکمپ و ارنست میجر (ارنست میجر) بررسی کرد. او همچنین از ویلیام مک گری پکستون که دانشجوی دانشگاه کاولز بود، در طول دوره تصدی او در مدرسه آموزش دید.

## ازدواج
او در سال ۱۸۹۶ به ویلیام مک گری پکستون که یکی از مربیان هنری او بود و در ۳ ژانویه سال ۱۸۹۹ با او ازدواج کرد مشغول شد. در سال ۱۹۰۱ آن‌ها با هم به اروپا سفر کردند. آن‌ها اغلب تابستان‌ها را در دماغه کد و کیپ آن می‌گذراندند و در نیوتن، ماساچوست زندگی می‌کردند. او به عنوان یک زیبایی فوق‌العاده، پیش از ازدواج و در طول ازدواج، الگویی برای بسیاری از آثار خود، مانند نقاشی که در آن لباس برای توپ به تن داشت، خدمت کرد. این زوج، به جای آن که انرژی خلاقانه خود را بر روی کار خود متمرکز کنند، فرزند نداشتند.
زمانی که پکستون او را قبل و بعد از مرگش به هزینه شغل اش رهبری کرد او را به او نشان داد. او پس از مرگ شوهرش به استودیوی بوستونز فنوی نقل‌مکان کرد. اسناد و مقالات ویلیام مک گری گور - از جمله طرح‌ها، مکاتبات و عکس‌ها - در بایگانی هنر آمریکایی در مؤسسه اسمیت سونیان در واشینگتن دی سی نگهداری می‌شوند. ks. همچنین شامل طرح‌هایی از او توسط پکستون است.

## کار

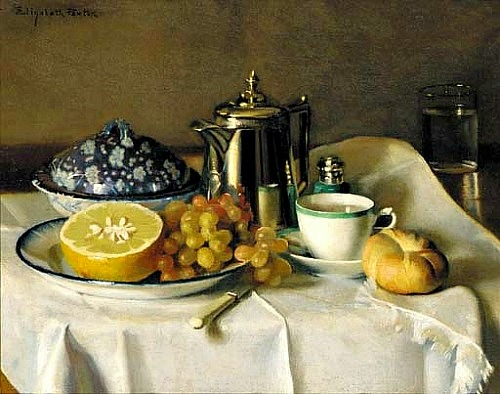
‌‌‌‌‌‌‌‌‌‌‌‌

صبحانه اروپا، ۱۹۰۷. صبحانه صبحانه، حدود سال ۱۹۱۰، مجموعه خصوصی سیب قرمز، نفت روی بوم، c. ۱۹۲۰ از میان زنانی که در قرن نوزدهم به دنیا آمده بودند، اغلب از خانواده‌هایی بودند که وسایل مالی کافی برای باز کردن استودیوهای خود و پرداخت هزینه تحصیلات خود فراهم می‌کردند. خوشبختانه بوستون شهری بود که تعدادی از معلمان عالی داشت که به زنان، از جمله شوهرش، ویلیام گری پکستون، ادموند سی تدریس می‌کردند؛ فیلیپ هیل، و ویلیام موریس هانت. تحصیل زنان در کلاس‌های جداگانه و با هزینه بالاتر از مردان روی داد. زنان اغلب به تحصیل در اروپا ادامه می‌دادند. معمولاً زنان به صحنه‌های مربوط به زندگی خانوادگی و خانگی پایبند بودند. بسیاری از زنان دیر وقت ازدواج می‌کنند، صرف‌نظر از زمانی که آن‌ها ازدواج می‌کنند، اغلب برای مدیریت نقش‌های سنتی زن و مادر با حرفه خود به عنوان یک هنرمند مبارزه می‌کنند. اوکیه پکستون که توسط یک منتقد هنری در نظر گرفته شد که نقاش بهتری نسبت به همسرش باشد، «نقاشی شده و طبیعت بی‌جان لحظاتی در زمان». اما مانند لیل ریز یان وستکاست هیل، که نقاش با استعدادی بود که با یک هنرمند ازدواج‌کرده بود، شغلش نسبت به همسرش از اهمیت کمتری برخوردار بود. اوکیه پکستون از نور، بافت و رنگ مانند دیگر هنرمندان مدرسه بوستون استفاده کرد. نقاشی او، صبحانه‌اش، در رولندز در بوستون نشان داده شد و در ۱۷ مه ۱۹۰۷ به شرح زیر است. او یک صبحانه مختصر و ظریف با ظرافت روی یک رومیزی سفید تمیز و تمیز گذاشته بود. یک فنجان قهوه، یک فنجان قهوه و یک بشقاب چینی با لبه سبز روشن، یک بشقاب میوه حاوی نیمی از گریپ‌فروت و یک خوشه انگور فرنگی و یک بشقاب پر از خوراکی‌های آبی و سفید. همه این چیزها با توجه و محبت بسیار رنگ شده‌اند، خیلی قشنگ هستند، و این قدر به هم مربوط می‌شوند که از نگاه کردن به آن‌ها لذت می‌برد. مدت زیادی است که ما شاهد یک قطعه بهتر از کار زندگی هستیم.
کارکنان بوستون عصر صبحانه به پایان رسید. این یک صحنه اتاق‌خواب محرک است. با این حال، این مدرسه که یک محیط آشفته و پیچیده را نشان می‌دهد، به جای اینکه فضای داخلی و آشفته‌ای را نشان دهد، به جای اینکه فضای داخلی و آشفته‌ای را نشان دهد، به تصویر کشیده شد. کار او به نوگرایی شباهت داشت تا مدرسه بوستون سنتی. یک صحنه اتاق‌خواب مدرن دیگر در یک تبلیغ ورق وامسوتا مورد استفاده قرار گرفت. کار او بینش یک زن نوظهور را در جزئیات محدود که در نقاشی آشکار شده بود فراهم آورد: شخصیت سریال صبحانه یک زن جدید است. او تحصیل‌کرده‌است و از بهبود مراقبت‌های بهداشتی بهره‌مند است. او از حق رای زنان برای رای دادن در خارج از خانه استفاده می‌کند، برای رفتن به سینما به تنهایی، و برای خرید اشیایی که برای ایجاد فضای صمیمی برای خودش استفاده می‌کند، درست همان‌طور که در برنامه صبحگاهی می‌بینیم. اما او دنیایی بدون انسان نیست. او دارد آزادی جنسی جدیدی پیدا می‌کند. رنا توبی او با تغییر از صحنه‌های داخلی به کاره‌ای زنده ادامه داد و او از رقابت با موضوعات همسران اجتناب کرد. جام مس با سیب، هنوز هم زندگی یک میز با رومیزی سفید است که بر روی آن یک کوزه مسی و سه سیب و یک فنجان و یک فنجان سبز قرار دارد. این نقاشی در سال ۲۰۱۱ از ۴٬۶۰۰ دلار در سال ۲۰۱۱ تعیین شد.

## نمایشگاه‌ها و مجموعه‌ها
پنجره باز، ۱۹۲۲، موزه هنرهای زیبا، بوستون. اوکیه پکستون در سال ۱۹۱۶ و ۱۹۱۷ در آکادمی پنسیلوانیا هنرهای زیبا به نمایش درآمد. او در شش گالری هنری بین سال‌های ۱۹۱۲ و ۱۹۴۱ و ده نمایشگاه در موزه و مدرسه آکادمی ملی نمایش داده شد. در سال ۱۹۱۳ او صبحانه را به نمایش گذاشت که در آکادمی ملی «بوم زیبا و ظریف» نامیده می‌شد. وی همچنین در نمایشگاه بین‌المللی پاناما - اقیانوسیه در سانفرانسیسکو در سال ۱۹۱۵ به نمایش گذاشته شد و مدال نقره را در صبح به دست آورد. این پکستون که در نمایشگاه جهانی نیویورک در سال ۱۹۳۹ به نمایش گذاشته شد. اوهایت (بعدا آناهایت هانتینگتون) مدال طلا را در انجمن هنرمندان آمریکایی، نیویورک و مدال طلای ملی در انجمن هنرمندان آمریکایی نیویورک در سال ۱۹۶۴ دریافت کرد. آثار او در مجموعه‌های موزه هنرهای زیبا، بوستون، موزه هنرهای زیبا، گلدن دال، واشینگتن، و آرت اجتماعی نگهداری می‌شوند، کنکورد. از آنجا که کاره‌ای او به سرعت به جمع آورندگان خصوصی فروخته می‌شود، اما در مجموعه‌های عمومی به خوبی نمایش داده نمی‌شود.

## میراث
در ۲۵ آوریل ۱۹۴۳ پخش شد و باربارا واکر از او که او کی کار می‌کند: دوستداران هنر که عاشق نقاشی عالی هستند تحت‌تاثیر آثار خانم الیزابت پکستون، بیوه نقاش مشهور پرتره قرار خواهند گرفت. طبیعت بی‌جان و مناظر او دارای کالیبر بالا است و یک تکنیک "ارباب پیر" واقعی است؛ با مهارت و جذابیت بسیار بالاتر از نقاش معمولی امروز انجام شده‌است. باربارا واکر کار او، صبحانه، همراه با ویلیام مریت چیس، الیس نیل، جان سینگلتون، و روی لیختنشتاین - در هنر و میل به ظاهر شدند: نقاشی، فرهنگ، و غذاهای آمریکایی، که توسط جودیت a ویرایش شده‌است. دادوستد پایاپای. او در سال ۲۰۰۱ در نمایشگاهی از هنرمندان زن در موزه هنرهای زیبای بوستون به نام "استودیویی از خودش: زنان هنرمندان در بوستون ۱۸۷۰–۱۹۴۰" نمایش داده شد. آثار پولی، گرترود فیکس، گرچن راجرز، لیلیان داری هیل و هیل روز الن شکل گرفت. سه مورد از آثار پکستون به نمایش گذاشته شدند: صبحانه (c. ۱۹۱۰)؛ برنده آزاد (۱۹۲۲)، یادآور آثار یوهانس ورمیر است؛ و هنوز زنده است. ۱۹۲۳).